# 쌍선형 형식
선형대수학에서 쌍선형 형식(雙線型形式, 문화어: 쌍1차형식, 영어: bilinear form)은 두 개의 벡터 변수에 대하여 각각 독립적으로 선형인 스칼라 값 함수이다.

## 정의
가환환 {\displaystyle K} 위의 가군 {\displaystyle V} 위의 쌍선형 형식 {\displaystyle B}는 다음과 같은 가군 준동형이다.:235:54, (3.13)
{\displaystyle B\colon V\otimes V\to K}
여기서 {\displaystyle \otimes }는 {\displaystyle K}-가군의 텐서곱이다. 즉, 구체적으로 다음과 같은 조건을 만족시키는 함수 {\displaystyle B\colon V\times V\to K}이다.
- (왼쪽 선형성) 임의의 {\displaystyle a,b\in K}, {\displaystyle u,v,w\in V}에 대하여, {\displaystyle B(au+bv,w)=aB(u,w)+bB(v,w)}
- (오른쪽 선형성) 임의의 {\displaystyle a,b\in K}, {\displaystyle u,v,w\in V}에 대하여, {\displaystyle B(w,au+bv)=aB(w,u)+bB(w,v)}

가환환 {\displaystyle K}가 다음과 같은 2차 자기 동형을 가진다고 하자.
{\displaystyle {\bar {\quad }}\colon K\to K}
{\displaystyle {\bar {\quad }}\circ {\bar {\quad }}=\operatorname {id} _{K}}
{\displaystyle {\bar {}}}에 대한 반쌍선형 형식(半雙線型形式, 영어: sesquilinear form) {\displaystyle B}는 다음 조건을 만족시키는 함수 {\displaystyle B\colon V\times V\to K}이다.
- (왼쪽 반선형성) 임의의 {\displaystyle a,b\in K}, {\displaystyle u,v,w\in V}에 대하여, {\displaystyle B(au+bv,w)={\bar {a}}B(u,w)+{\bar {b}}B(v,w)}
- (오른쪽 선형성) 임의의 {\displaystyle a,b\in K}, {\displaystyle u,v,w\in V}에 대하여, {\displaystyle B(w,au+bv)=aB(w,u)+bB(w,v)}

일부 문헌에서는 대신 왼쪽 선형성 · 오른쪽 반선형성을 요구하는 경우도 있다. 대개 전자는 물리학에서, 후자는 순수 수학에서 더 많이 쓰이지만, 힐베르트 공간 따위를 다룰 때에는 대개 전자를 사용한다. 반쌍선형 형식은 쌍선형 형식의 개념의 일반화이며, 만약 자기 동형 {\displaystyle {\bar {\quad }}}가 항등 함수라면 이는 쌍선형 형식을 이룬다.

### 대칭 형식
가환환 {\displaystyle K} 위의 가군 {\displaystyle V} 위의 쌍선형 형식 {\displaystyle B}가 다음 조건을 만족시킨다면, 대칭 쌍선형 형식(對稱雙線型形式, 영어: symmetric bilinear form)이라고 한다.:235:54, (3.13)
{\displaystyle B(u,v)=B(v,u)\qquad \forall u,v\in V}
가환환 {\displaystyle K} 위의 가군 {\displaystyle V} 위의 쌍선형 형식 {\displaystyle B}가 다음 조건을 만족시킨다면, 반대칭 쌍선형 형식(反對稱雙線型形式, 영어: antisymmetric bilinear form, skew-symmetric bilinear form)이라고 한다.:54, (3.13)
{\displaystyle B(u,v)=-B(v,u)\qquad \forall u,v\in V}
가환환 {\displaystyle K} 위의 가군 {\displaystyle V} 위의 쌍선형 형식 {\displaystyle B}가 다음 조건을 만족시킨다면, 교대 쌍선형 형식(交代雙線型形式, 영어: alternating bilinear form)이라고 한다.:235:54, (3.13)
{\displaystyle B(v,v)=0\qquad \forall v\in V}
{\displaystyle K}가 체라고 하면, 이들 사이의 관계는 다음과 같다.
- {\displaystyle K}가 표수가 2가 아닌 체인 경우: 교대 형식 = 반대칭 형식이며, 대칭 형식이자 반대칭 형식인 경우 0인 상수 함수이다.
- {\displaystyle K}가 표수가 2인 체인 경우: 교대 형식 {\displaystyle \subsetneq } 반대칭 형식 = 대칭 형식

자기 동형 {\displaystyle {\bar {\quad }}}를 갖는 가환환 {\displaystyle K} 위의 가군 {\displaystyle V} 위의 반쌍선형 형식 {\displaystyle B}가 다음 조건을 만족시킨다면, 에르미트 반쌍선형 형식(Hermite半雙線型形式, 영어: Hermitian sesquilinear form)이라고 한다.
{\displaystyle B(u,v)={\overline {B(v,u)}}\qquad \forall u,v\in V}
이는 대칭 쌍선형 형식의 일반화이다. 마찬가지로, 반쌍선형 형식 {\displaystyle B}가 다음 조건을 만족시킨다면, 반에르미트 반쌍선형 형식(反Hermite半雙線型形式, 영어: anti-Hermitian sesquilinear form)이라고 한다.
{\displaystyle B(u,v)=-{\overline {B(v,u)}}\qquad \forall u,v\in V}
만약 {\displaystyle K}의 표수가 홀수라면, 에르미트 형식의 개념과 반에르미트 형식의 개념은 일치한다. 교대 반쌍선형 형식(交代半雙線型形式, 영어: alternating sesquilinear form)의 정의는 교대 쌍선형 형식과 같다.

### 비퇴화 형식
체 {\displaystyle K} 위의 벡터 공간 {\displaystyle V} 위의 쌍선형 형식 {\displaystyle B}의 왼쪽 근기(영어: left radical)와 오른쪽 근기(영어: right radical)는 각각 다음과 같다.
{\displaystyle \operatorname {rad_{L}} B=\ker(v\mapsto B(v,-))=\{v\in V\colon \forall u\in V\colon B(v,u)=0\}}
{\displaystyle \operatorname {rad_{R}} B=\ker(v\mapsto B(-,v))=\{v\in V\colon \forall u\in V\colon B(u,v)=0\}}
대칭 쌍선형 형식과 반대칭 쌍선형 형식의 경우 왼쪽 근기와 오른쪽 근기가 일치하며, 이 경우 단순히 {\displaystyle B}의 근기(영어: radical) {\displaystyle \operatorname {rad} B}라고 한다.
체 {\displaystyle K} 위의 벡터 공간 {\displaystyle V} 위의 대칭 또는 반대칭 쌍선형 형식 {\displaystyle B}의 근기가 {\displaystyle \{0\}}이라면, {\displaystyle B}를 비퇴화 쌍선형 형식(非退化雙線型形式, 영어: nondegenerate bilinear form)이라고 한다. 이 조건은 구체적으로 다음과 같다.
{\displaystyle \forall v\colon \left(\forall w\colon B(v,w)=0\right)\implies v=0}
이 경우, {\displaystyle B}를 통해 벡터 공간의 표준적인 동형
{\displaystyle i\colon V\to V^{*}}
{\displaystyle v\mapsto B(v,-)}
이 주어진다. (만약 {\displaystyle B}가 대칭 쌍선형 형식일 경우 이는 유일하지만, {\displaystyle B}가 반대칭 쌍선형 형식일 경우 왼쪽과 오른쪽 동형이 −1배로 서로 다르다.) 이러한 동형이 존재하려면 {\displaystyle V}는 유한 차원 벡터 공간이어야 하므로, 비퇴화 쌍선형 형식은 유한 차원 벡터 공간 위에서만 존재할 수 있다.

### 쌍선형 형식에 대응하는 이차 형식
체 {\displaystyle K} 위의 벡터 공간 {\displaystyle V} 위의 쌍선형 형식 {\displaystyle B}에 대응하는 이차 형식(영어: associated quadratic form) {\displaystyle Q_{B}}은 다음과 같은 이차 형식이다.
{\displaystyle Q_{B}\colon V\to K}
{\displaystyle Q_{B}\colon v\mapsto B(v,v)}
쌍선형 형식과 이차 형식의 관계는 {\displaystyle K}의 표수가 2인지 여부에 따라 다르다.

#### 홀수 표수
{\displaystyle K}의 표수가 2가 아니라고 하자. 그렇다면, {\displaystyle B}를 대칭 성분과 반대칭 성분
{\displaystyle B^{+}(u,v)={\frac {1}{2}}\left(B(u,v)+B(v,u)\right)}
{\displaystyle B^{-}(u,v)={\frac {1}{2}}\left(B(u,v)-B(v,u)\right)}
으로 분해할 수 있으며, {\displaystyle B}에 대응하는 이차 형식은 대칭 성분 {\displaystyle B^{+}}에 의하여 완전히 결정된다.
반대로, 이차 형식 {\displaystyle Q}가 주어졌다고 하자. 그렇다면, 다음과 같은 대칭 쌍선형 형식을 정의할 수 있다.
{\displaystyle B(u,v)={\frac {1}{2}}\left(Q(u+v)-Q(u)-Q(v)\right)}
그렇다면 {\displaystyle Q}는 {\displaystyle B}에 대응하는 이차 형식이다.
따라서, 표수가 2가 아닌 경우, 이차 형식의 개념과 대칭 쌍선형 형식의 개념은 서로 동치이다. 즉, 하나가 주어졌을 때 다른 하나는 유일하게 결정된다.

#### 짝수 표수
{\displaystyle K}의 표수가 2인 경우, {\displaystyle 1/2}를 정의할 수 없다. 만약 벡터 공간 {\displaystyle V}가 1차원인 경우 여전히 (반)대칭 쌍선형 형식은 이차 형식과 일대일 대응하지만, {\displaystyle V}가 2차원 이상일 경우 이차 형식과 쌍선형 형식 사이의 일대일 대응이 더 이상 성립하지 않는다.

## 예

### 이차 형식에 대응하는 쌍선형 형식
2차원 벡터 공간 위의 다음과 같은 이차 형식을 생각하자.
{\displaystyle Q(x,y)=ax^{2}+bxy+cy^{2}}
표수가 2가 아닌 경우, 이에 대응하는 쌍선형 형식은 다음과 같다.
{\displaystyle B(x,y;x',y')=axx'+{\frac {1}{2}}b(x'y+xy')+cyy'={\begin{pmatrix}x&y\end{pmatrix}}{\begin{pmatrix}a&b/2\\b/2&c\end{pmatrix}}{\begin{pmatrix}x'\\y'\end{pmatrix}}}
만약 표수가 2인 경우, {\displaystyle b/2}를 정의할 수 없다. 만약 {\displaystyle b\neq 0}이라면, 이에 대응하는 쌍선형 형식은 존재하지 않는다.

### 짝수 표수에서 교대가 아닌 반대칭 형식
표수가 2인 체 위의 2차원 벡터 공간 위에서 다음과 같은 쌍선형 형식을 생각하자.
{\displaystyle B(x,y;x',y')=xx'}
이는 (반)대칭 쌍선형 형식이지만,
{\displaystyle B(1,0;1,0)=1}
이므로 교대 형식이 아니다.

## 참고 문헌
1. ↑  “쌍1차형식”. 북한과학기술네트워크. 2015년 9월 25일에 원본 문서에서 보존된 문서. 2015년 9월 25일에 확인함.
2. 1 2 3  Rotman, Joseph (1994). 《An introduction to the theory of groups》. Graduate Texts in Mathematics (영어) 148 4판. Springer. doi:10.1007/978-1-4612-4176-8. ISBN 978-1-4612-8686-8. ISSN 0072-5285. Zbl 0810.20001.
3. 1 2 3 4  Wilson, Robert (2009). 《The finite simple groups》. Graduate Texts in Mathematics (영어) 251. Springer. doi:10.1007/978-1-84800-988-2. ISBN 978-1-84800-987-5. ISSN 0072-5285.

- Milnor, John; Husemoller, Dale (1973). 《Symmetric bilinear forms》. Ergebnisse der Mathematik und ihrer Grenzgebiete (영어) 73. Springer. doi:10.1007/978-3-642-88330-9. ISBN 978-3-642-88332-3. Zbl 0292.10016.
- Elman, Richard; Karpenko, Nikita; Merkurjev, Alexander (2008). 《The algebraic and geometric theory of quadratic forms》. Colloquium Publications (영어) 56. American Mathematical Society. ISBN 978-0-8218-4329-1.
- 鄭弼雄; 韓成鎬 (2004년 9월 3일). 《線型代數學槪論》. 淸文閣. ISBN 978-89-7088216-1. 2015년 9월 26일에 원본 문서에서 보존된 문서. 2015년 9월 26일에 확인함.

## 같이 보기
- 이차 형식
- 내적 공간
- 직교군
- 유니터리 군